# Droga przebiegu
Droga przebiegu – tor kolejowy, po którym pociąg przejeżdża w obrębie posterunku ruchu, wraz ze zwrotnicami znajdującymi się w tym torze, oraz zwrotnice, wykolejnice i inne urządzenia sterowania ruchem kolejowym, znajdujące się poza tym torem, które służą do jego ochrony oraz są nastawiane tak, aby bezpieczeństwo jazdy pociągu po tej drodze było zapewnione.
Do drogi przebiegu należą: droga jazdy, droga zbliżania, droga ochronna i urządzenia ochronne.
Zorganizowane drogi przebiegu wskazywane są dla każdego posterunku ruchu w zapisie zależności, stanowiącym integralną część regulaminu technicznego.
Przez przygotowanie drogi przebiegu należy rozumieć wykonanie czynności zapewniających prawidłową i bezpieczną jazdę pociągu, który ma otrzymać pozwolenie na jazdę.
Polecenie przygotowania drogi przebiegu, oddzielnie dla każdego pociągu, wydaje osobiście dyżurny ruchu dysponujący.
Nie wolno nastawiać przebiegów sprzecznych, nawet gdyby pomyłkowo takie polecenie zostało wydane.
Droga przebiegu przed jej zrealizowaniem przez jazdę pociągową ulega utwierdzeniu, czyli niemożności zmiany jej stanu w momencie jej realizacji. Zapobiega to możliwości błędnego wysterowania urządzeniami sterowania ruchem przez operatora bądź przez system zależnościowy. W stanie utwierdzenia występuje niemożność przestawienia rozjazdów, wykolejnic wchodzących w skład drogi przebiegu, a także brak możliwości realizacji jakiegokolwiek przebiegu sprzecznego wobec realizowanego przebiegu. Przebiegi sprzeczne to takie, które nie mogą być realizowane w tym samym czasie na posterunku ruchu ze względów bezpieczeństwa lub z powodu innych warunków miejscowych.
Zestawieniem wszystkich przebiegów, założeń ich realizacji oraz stanu i położenia urządzeń sterowania ruchem kolejowym jest tablica zależności, a także w przypadku nowszych urządzeń komputerowych – karta przebiegów.